# Pour lui
Pour plus de détails, voir Fiche technique et Distribution.
Pour lui (Halt auf freier Strecke) est un film allemand réalisé par Andreas Dresen, sorti en 2011. Le film obtint le Prix Un certain regard (ex aequo avec Arirang) lors du Festival de Cannes 2011. 

## Fiche technique
- Titre original : Halt auf freier Strecke
- Titre français : Pour lui
- Réalisation : Andreas Dresen
- Scénario : Andreas Dresen et Cooky Ziesche
- Pays d'origine : Allemagne
- Format : Couleurs - 1,85:1 - Dolby
- Genre : drame
- Date de sortie : 2011

## Distribution
- Steffi Kühnert : Simone Lange
- Milan Peschel (en) : Frank Lange
- Talisa Lilly Lemke : Lilli Lange
- Mika Seidel : Mika Lange
- Ursula Werner : Renate
- Marie Rosa Tietjen : Simones Schwester
- Otto Mellies : Ernst
- Christine Schorn : Franks Mutter
- Inka Friedrich : Ina